# Lapa (Paraná)
Lapa ist ein brasilianisches Munizip im Süden des Bundesstaats Paraná. Es hatte 2021 geschätzt 48.651 Einwohner, die sich Lapeaner nennen. Seine Fläche beträgt 2094 km². Es liegt 926 Meter über dem Meeresspiegel.

## Etymologie
Zunächst wurde 1769 die Pfarrei unter dem Namen Freguesia de Santo Antônio de Lisboa gegründet. Sie wurde 1797 umbenannt in Freguesia de Santo Antônio da Lapa. Am 6. Juni 1806 wurde der Ort als neue Vila aus Curitiba ausgegliedert und erhielt den Namen Vila Nova do Príncipe. Erst mit der Erhebung zur Cidade am 7. März 1872 bekam die Stadt den heutigen Namen Lapa.
Der portugiesische Name Lapa kann auf Deutsch mit Stein übersetzt werden. Die Landschaft um Lapa ist sehr steinig. Dieser Umstand dürfte dazu geführt haben, dass sich der Name einbürgerte.
Eine andere Erklärung fußt darauf, dass Lapa nicht nur Stein, sondern konkreter einen überhängenden Felsen oder eine Felshöhle bezeichnet. Im Osten befindet sich nämlich ein Berg mit einer Höhle, in der der Mönch João Maria D’Agostini (1801–1869) im Jahr 1843 eine Zeit lang lebte. Der Ort wurde zu einem Wallfahrtsort mit großem mystischen Wert.

## Geschichte

### Ursprüngliche Bevölkerung
Vor der Ankunft der Weißen war das Land durch Ureinwohner der Kaingang- und Guarani-Stämme besiedelt.

### Kolonialzeit
Es gibt Aufzeichnungen, dass bereits 1541 der erste Pionier, Alvar Nunez Cabeza de Vaca, durch diese Gebiete im Auftrag des spanischen Königs zog. Nach ihm kamen weitere Pioniere und Bandeirantes.

### Handelsstraße der Tropeiros

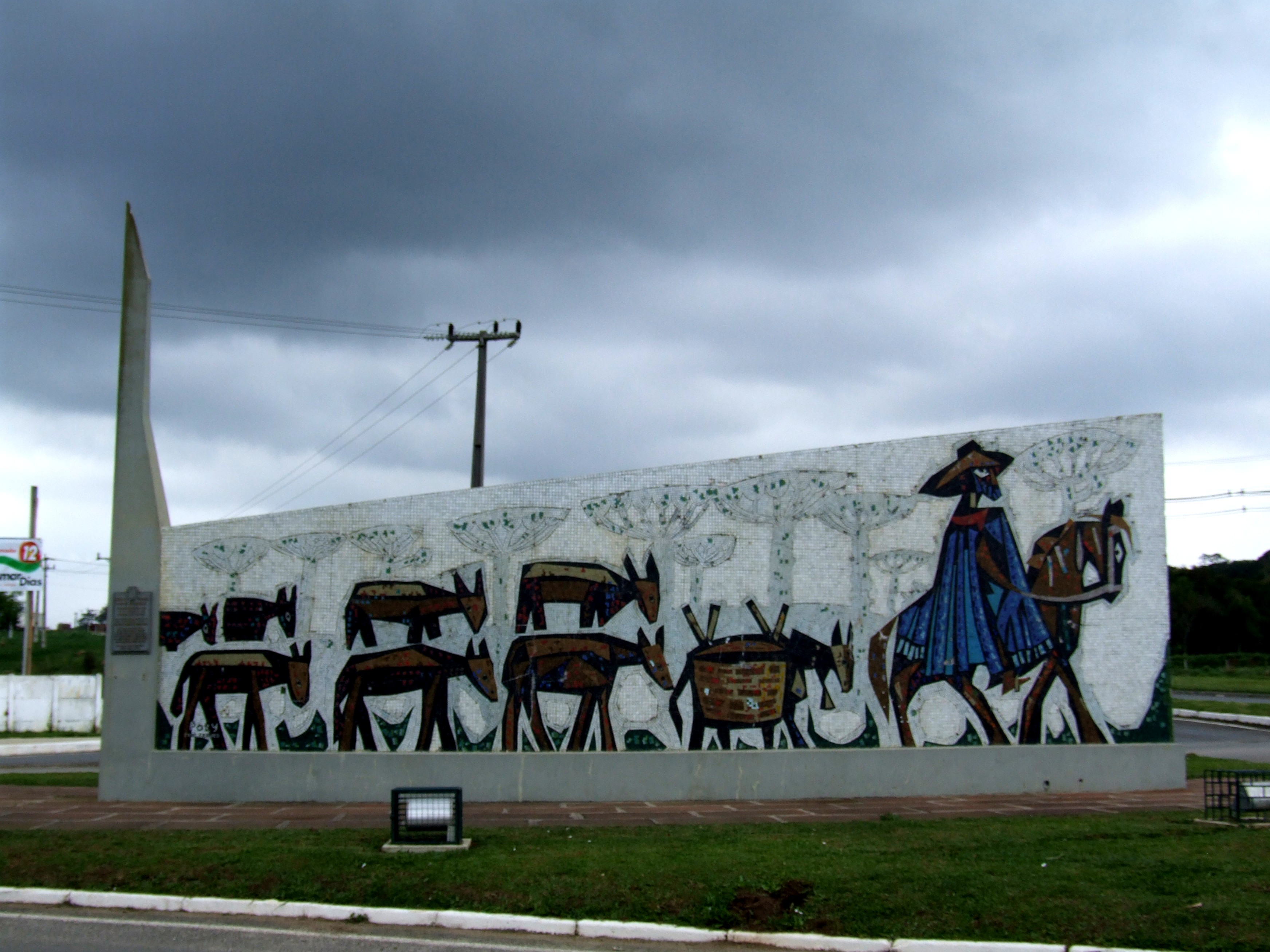
Tropeiro-Denkmal in Lapa

Die Anfänge der Siedlung Lapa gehen auf die Zeit der Tropeiros um 1731 zurück, als Händler und Treiber mit Vieh, Mate und landwirtschaftlichen Produkten aus dem Süden auf dem Caminho das Tropas durchzogen und sich hier zur Rast niederließen.
Im 17. Jahrhundert beschränkte sich die Besiedlung des Gebiets von Paraná für den Abbau von Bodenschätzen hauptsächlich auf das Küstengebiet und die Region um Curitiba. Nur im Norden von Curitiba gab es einige Rinderfazenden.
Die hohen Preise, die für Rinder in Gold gezahlt wurden, führten zu einer Ausweitung dieses Handels. Aufgrund des starken Marktes in Minas Gerais begannen die Betriebe in Rio Grande do Sul, den Markt dort zu beliefern. Da es keine Straßen gab, auf denen die Rinderherden entlangziehen konnten, ordnete die Regierung der Provinz São Paulo die Eröffnung einer Straße an, die Rio Grande do Sul mit der Region der Campos Gerais verbindet.
Nach Expeditionen von Kundschaftern, die von Norden und von Süden in dieses Gebiet kamen und Pfade eröffneten, baute Manoel Rodrigues da Mota die Straße neu. Dank seiner Bemühungen wurde sie Estrada do Mota genannt. Später wurde daraus der Name Estrada da Mata. Dieser Straßenabschnitt war Teil des späteren Caminho do Viamão, der Rio Grande do Sul mit Sorocaba in São Paulo verband.

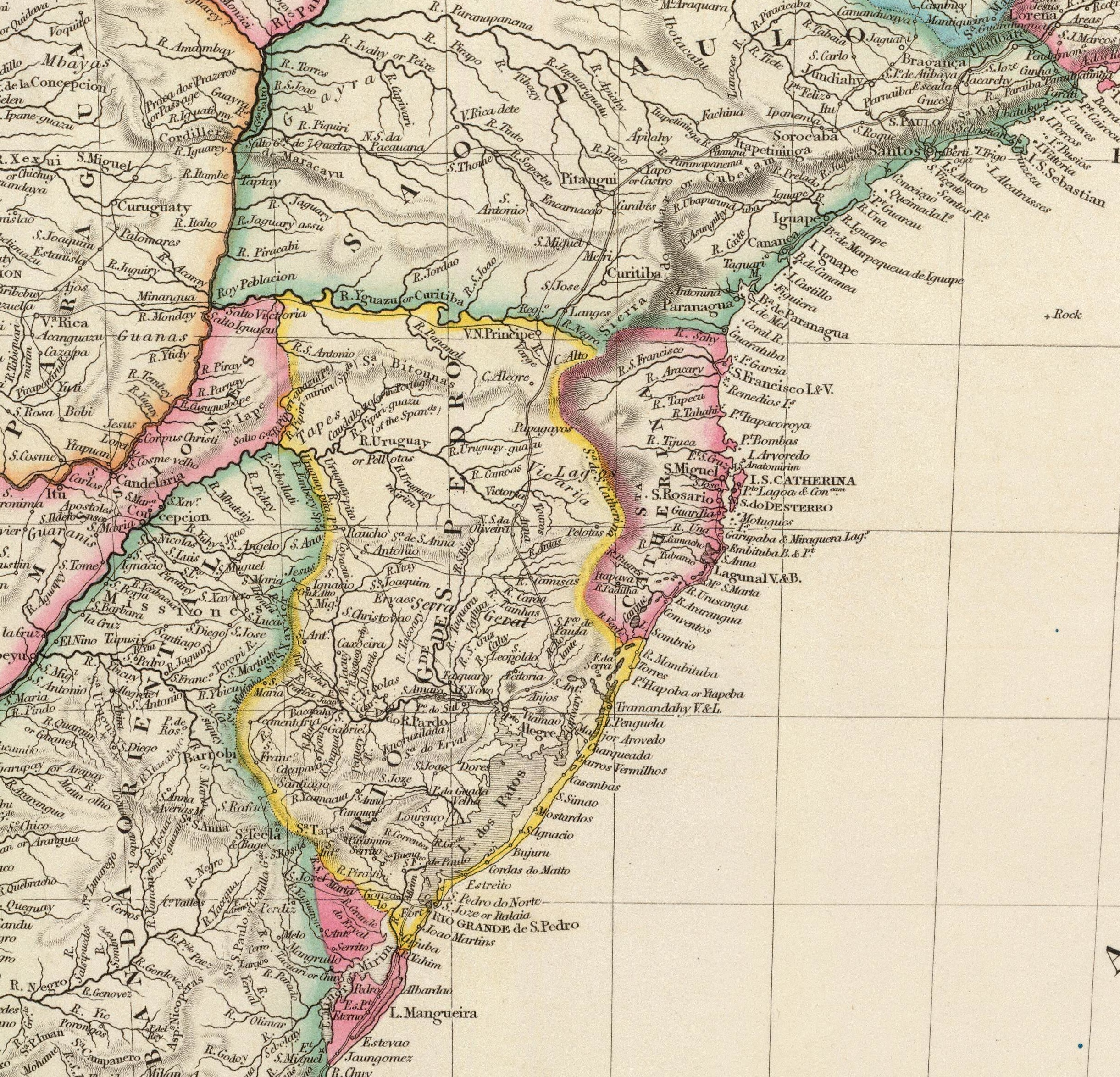
Caminho das Tropas (1844): Lapa wird noch als "V. N. Príncipe" bezeichnet. "Reg."(istro de Curitiba) ist am rechten Iguaçú-Ufer verzeichnet.

Entlang der Straße wurden mehrere Pousos (Rastplätze) oder Invernadas (Winterweiden) eingerichtet, wo das Vieh vor der Weiterreise gemästet werden konnte. Einer dieser Plätze zog die ersten Einwohner von Lapa an: João Pereira Braga und seine Frau Josefa Gonçalves da Silva. Das Registro de Curitiba am Westufer des Iguaçu, der Posten zur Erhebung von Abgaben auf den Durchzug von Waren und Vieh, veranlasste die Tropeiros, länger zu bleiben, und schuf so die Voraussetzungen für den Beginn der Siedlung.

### Gründung der Pfarrei
Im Jahr 1768 beantragten die Einwohner eine Sesmaria (deutsch: Lehen, Landzuweisung in Brasilien durch die portugiesische Regierung) für den Bau einer Kirche, die ihnen auch gewährt wurde. Am 13. Juni 1769 nahm Pater João da Silva Reis (Sohn von João Braga und Josefa) dieses Grundstück in Besitz und gründete die Freguesia de Santo Antônio de Lisboa.

### Einsiedler und Propheten

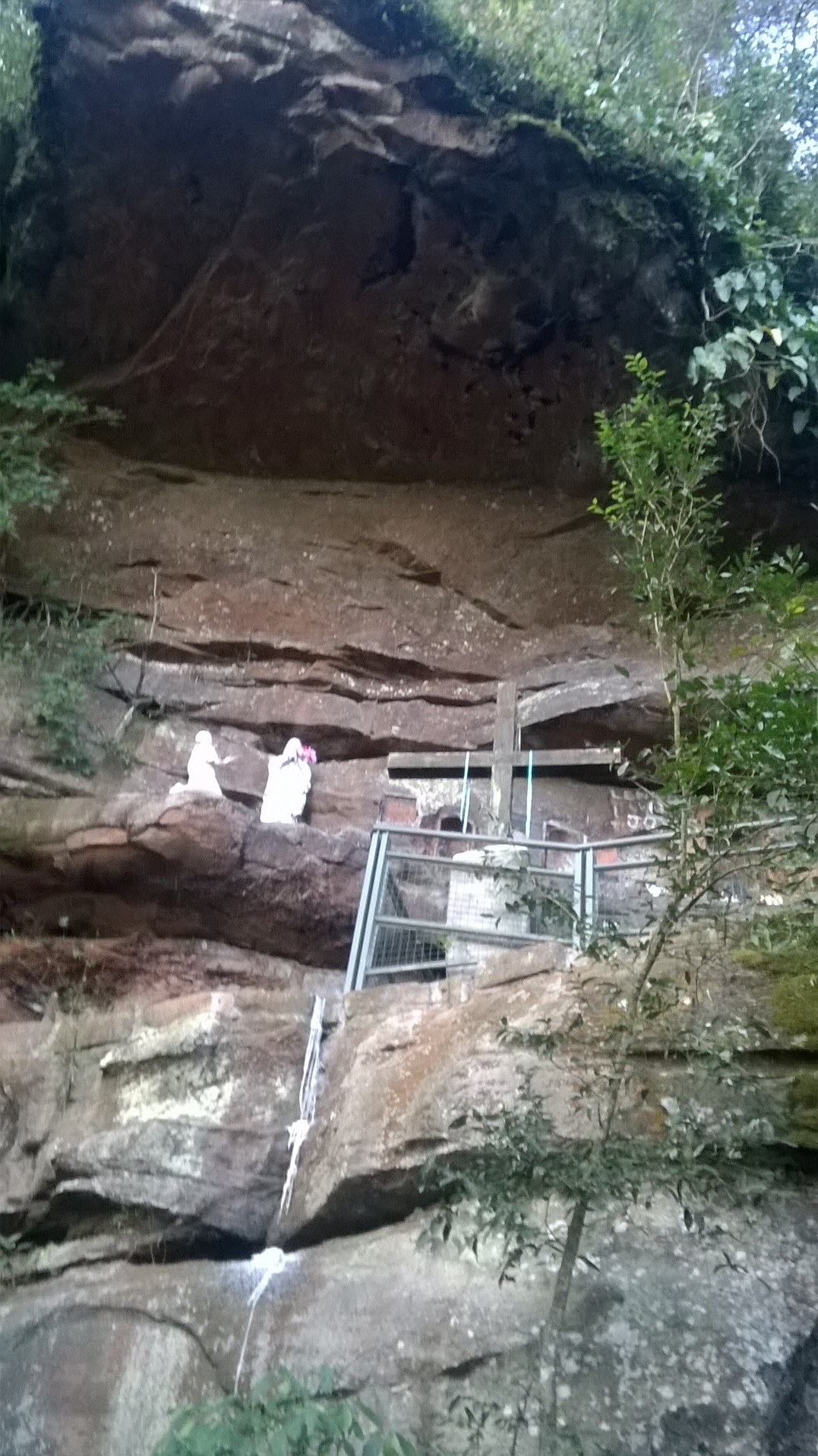
Blick von unten auf die Grotte des São João Maria

Das Munizip Lapa liegt zwischen der ersten und der zweiten Hochebene von Paraná. Diese werden von der Escarpa Devoniana getrennt. Hier findet sich die Mönchshöhle, die für ihre mystischen und wundersamen Kräfte bekannt ist. Diese werden dem Mönch João Maria D’Agostini zugeschrieben, der dort 1847 lebte. São João Maria, wie er genannt wurde, widmete sich dem Studium der Pflanzen der Gegend, er behandelte Kranke, machte Prophezeiungen und sprach Gebete. Der Ort ist heute Teil des Parque Estadual do Monge. Er wird gern von Menschen aufgesucht, die Heilung von ihren Krankheiten suchen.
Insgesamt gab es drei Mönche, die sich in der Gegend aufhielten. Der zweite war in Lapa während der Revolução Federalista (1893 bis 1895) und der dritte im Jahr 1912. Die Legende besagt, dass die Mönche verschiedene Vorhersagen machten.

### Eisenbahn
Im Jahr 1891 wurde die 102 km lange Strecke von Curitiba nach Lapa in Betrieb genommen. Die Linie wurde 1894 bis Campo do Tenente und 1895 bis Rio Negro weitergebaut. Als 1913 die Linie vom Atlantikhafen São Francisco do Sul die Grenzstadt Mafra erreichte, wurde auch die Verbindung über die Rio-Negro-Brücke hergestellt.

### Belagerung von Lapa (Cerco da Lapa)
Nach Ausrufung der Republik im Jahr 1889 kam es in verschiedenen Teilen Brasiliens zu Unruhen. Der Aufstand begann in Rio Grande do Sul, als föderalistische Revolutionäre einen Krieg gegen die Regierung von Floriano Peixoto anzettelten. Um sie einzudämmen, schlossen sich die von Júlio de Castilhos angeführten Republikaner zusammen.
Erste Kämpfe fanden 1893 in Rio Grande do Sul statt. Von dort aus zogen die revolutionären Truppen nach Santa Catarina und Paraná in Richtung auf die Hauptstadt Rio de Janeiro.

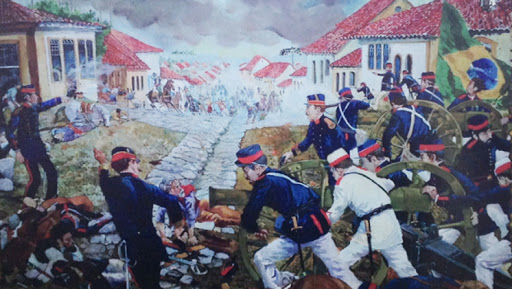
Kampf um Lapa 1894

Der Krieg zwischen den Maragatos, den regierungskritischen Föderalisten, und den Pica-paus (deutsch: Spechte) genannten Republikanern, hatte begonnen. Die Föderalisten erhielten diesen Namen, weil sie ursprünglich aus Maragateria in Spanien stammten. Die Pica-Paus wurden so genannt, weil ihre Kleidung mit den weißen Streifen und der roten Mütze dem Gefieder des Buntspechts ähnelt.
Es wurde klar, dass eine Befriedung des Südens unmöglich sein würde. Die Regierung schickte deshalb ein Expeditionskorps nach Lapa. Außer Lapa erreichten die Aufständischen auch Paranaguá und Tijucas. Diese leisteten den Revolutionären keinen Widerstand und es blieb Lapa überlassen, deren Vormarsch aufzuhalten.
Am 14. Januar 1894 wurden die Angreifer mit etwa 1200 Mann auf der Bahnlinie von Campo do Tenente her gesichtet. Am 17. Januar begannen die Angriffe auf die Stadt, die sich 26 Tage lang mit einer Armee von 900 Mann tapfer wehrte. Lapa wurde belagert, es gab keine Kommunikation mit der Außenwelt und keine Möglichkeit zur Flucht, da die Eisenbahnen und Straßen unterbrochen waren. Es mangelte an Nahrung und Wasser, und die verrottenden Leichen stanken zum Himmel. Trotzdem und trotz der Nachricht, dass die Rebellen andere Städte in Paraná eingenommen hatten, war der Befehlshaber Gomes Carneiro nicht bereit, mit einem Abgesandten über eine Kapitulation zu sprechen. Die Kapitulation erfolgte erst am 11. Februar, zwei Tage nach dem Tod des Generals, der im Kampf schwer verwundet worden war.
Die Tage, in denen die republikanischen Truppen Widerstand leisteten, reichten Marschall Floriano Peixoto, um die Stadt Itararé in São Paulo zu befestigen und die Verteidigung vorzubereiten, um den Vormarsch der Aufständischen in Richtung Rio de Janeiro zu verhindern.

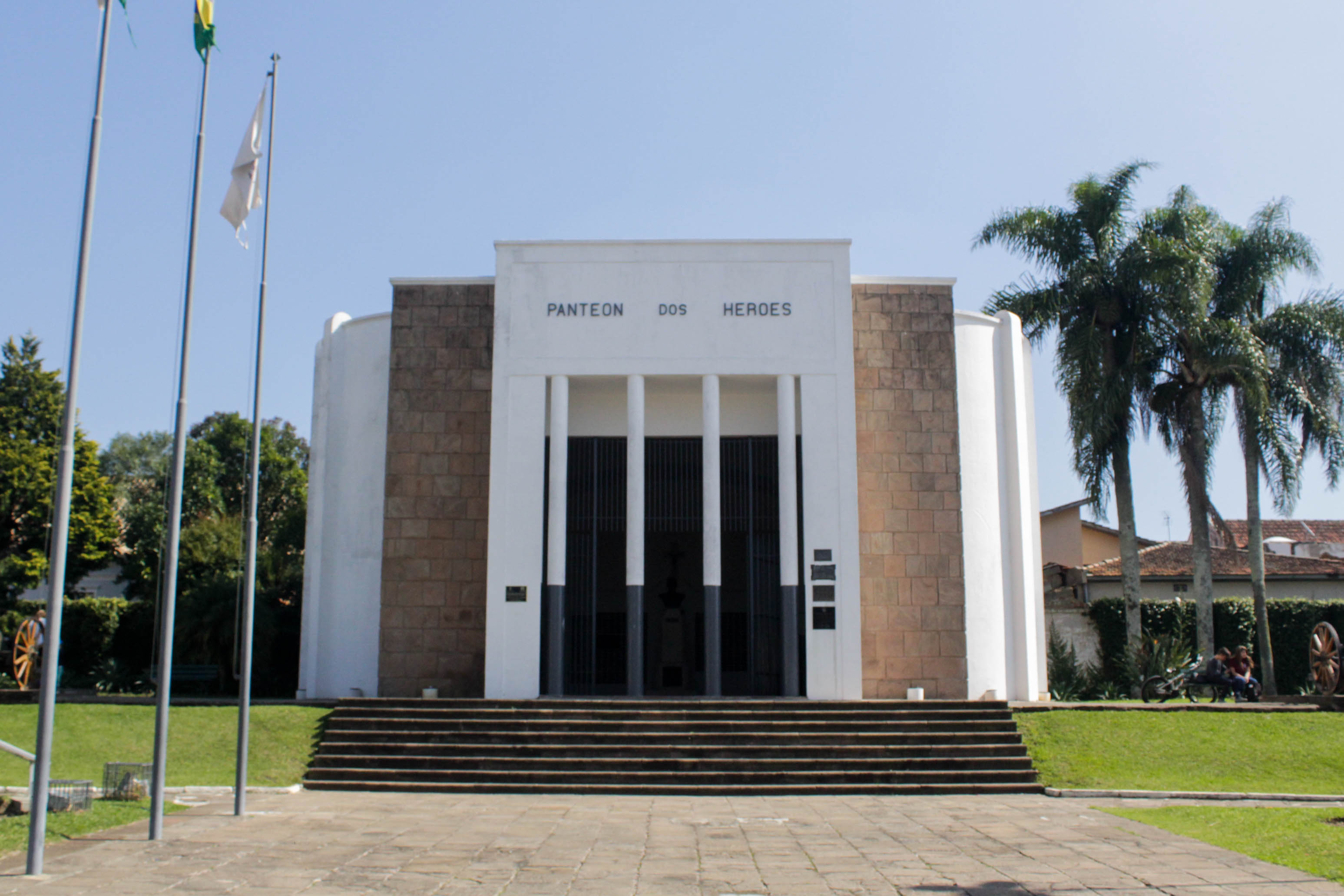
Heldenpantheon von Lapa

Die sterblichen Überreste dieser Krieger, darunter General Gomes Carneiro, sind im Pantheon der Helden aufbewahrt, einem der Wahrzeichen von Lapa und dem wichtigsten Denkmal des Bundesstaates Paraná.
Seit 2017 wird der 9. Februar als Nationaler Gedenktag an den Cerco da Lapa gefeiert.

### Wirtschaftliche Entwicklung
Lapa war eines der größten Zentren für die Gewinnung und den Export von Herba Mate und Holz, grundlegende Aktivitäten für die Entwicklung der Provinz Paraná.

### Einwanderung
Die Stadt wuchs in den Jahren 1870 bis 1895 durch die Ankunft von Einwanderern aus verschiedenen europäischen Ländern wie Italien, Deutschland, Polen und Russland. In der Kolonie Mariental wurden russische und deutsche Siedler angesiedelt; in der Kolonie Johannesdorf Russen, Deutsche und Österreicher; in der Kolonie São Carlos Italiener; in der Kolonie Antônio Olinto Ukrainer und in Contenda Polen. Antonio Olinto und Contenda sind heute eigenständige Munizipien.

### Erhebung zum Munizip
Lapa wurde am 6. Juni 1806 aus Curitiba ausgegliedert und zur Vila unter dem Namen Vila Nova do Príncipe erhoben. Es wurde am 18. Juni 1806 als Vila installiert. Mit dem Staatsgesetz Nr. 293 vom 7. März 1872 wurde es in den Rang einer Cidade erhoben.

## Geografie

### Fläche und Lage
Lapa liegt auf dem Übergang vom Segundo Planalto Paranaense (der Zweiten oder Ponta-Grossa-Hochebene von Paraná) zum Primeiro Planalto Paranaense. Seine Fläche beträgt 2094 km². Es liegt auf einer Höhe von 926 Metern.

### Vegetation
Das Biom von Lapa ist Mata Atlântica.

### Klima
Das Klima ist gemäßigt warm. Es werden hohe Niederschlagsmengen verzeichnet (1637 mm pro Jahr). Im Jahresdurchschnitt liegt die Temperatur bei 17,5 °C. Die Klimaklassifikation nach Köppen und Geiger lautet Cfb.

### Gewässer
Lapa liegt im Einzugsgebiet des Iguaçu. Dieser bildet die nördliche Grenze des Munizips. Die südliche Grenze wird vom Rio da Várzea gebildet, der in den Grenzfluss Rio Negro zu Santa Catarina mündet. Im Stadtgebiet entspringt der Rio Capivari, der nach Norden zum Iguaçu fließt.

### StraßenI
Lapa liegt an der BR-476 von Porto União nach Curitiba.

### Eisenbahn
Lapa liegt an der Nord-Süd-Eisenbahnstrecke von Apucarana nach Santa Catarina. Diese wird nur noch für den Güterverkehr genutzt. Betreiber ist die Rumo Logistica S.A. als Rechtsnachfolgerin der América Latina Logística S.A. (ALL). Seit der Einstellung des Personenverkehrs in den 1980er Jahren wird die Strecke gelegentlich mit Dampflok-gezogenen Nostalgiezügen befahren.

### Nachbarmunizipien
| Palmeira und Porto Amazonas |                                             | Balsa Nova  |
| São João do Triunfo         | Kompassrose, die auf Nachbargemeinden zeigt | Contenda    |
| Antônio Olinto              | Campo do Tenente, Rio Negro und Mafra       | Quitandinha |

## Stadtverwaltung
Bürgermeister: Diego Timbirussu Ribas, PSD (2021–2024)
Vizebürgermeister: Acyr Hoffmann, MDB (2021–2024)

## Demografie

### Bevölkerungsentwicklung
| Jahr                  | Einwohner | Stadt     | Land      |
| --------------------- | --------- | --------- | --------- |
| 1872                  | 8.711     | 7.632 (1) | 1.079 (2) |
| 1900                  | 19.905    |           |           |
| 1920                  | 25.677    |           |           |
| 1940                  | 38.883    | 5.159     | 33.724    |
| 1950                  | 32.731    | 6.156     | 26.575    |
| 1960                  | 36.556    | 8.536     | 28.020    |
| 1970                  | 32.122    | 10.493    | 21.629    |
| 1980                  | 35.031    | 14.366    | 20.665    |
| 1991                  | 40.150    | 19.472    | 20.678    |
| 2000                  | 41.838    | 24.070    | 17.768    |
| 2010                  | 44.932    | 27.222    | 17.710    |
| 2021                  | 99.999    | ?         | ?         |
| (1) Freie (2) Sklaven |           |           |           |

Quelle: IBGE, bis 2010: Volkszählungen und für 2021: Schätzung

### Ethnische Zusammensetzung
| Gruppe * | 1991    | 2000    | 2010    | wer sich als …                                                                   |
| --- | ------- | ------- | ------- | -------------------------------------------------------------------------------- |
| Weiße | 84,1 %  | 79,3 %  | 71,5 %  | weiß bezeichnet                                                                  |
| Schwarze | 2,7 %   | 3,2 %   | 3,1 %   | schwarz bezeichnet                                                               |
| Gelbe | 0,1 %   | 0,1 %   | 0,4 %   | von fernöstlicher Herkunft wie japanisch, chinesisch, koreanisch etc. bezeichnet |
| Braune | 13,0 %  | 16,6 %  | 25,0 %  | braun oder als Mischung aus mehreren Gruppen bezeichnet                          |
| Indigene | 0,0 %   | 0,3 %   | 0,1 %   | Ureinwohner oder Indio bezeichnet                                                |
| ohne Angabe | 0,2 %   | 0,6 %   | 0,0 %   |                                                                                  |
| Gesamt | 100,0 % | 100,0 % | 100,0 % |                                                                                  |
| *) Das IBGE verwendet für Volkszählungen ausschließlich diese fünf Gruppen. Es verzichtet bewusst auf Erläuterungen. Die Zugehörigkeit wird vom Einwohner selbst festgelegt. |         |         |         |                                                                                  |

Quelle: IBGE (Stand: 1991, 2000 und 2010)

## Kultur und Sehenswürdigkeiten

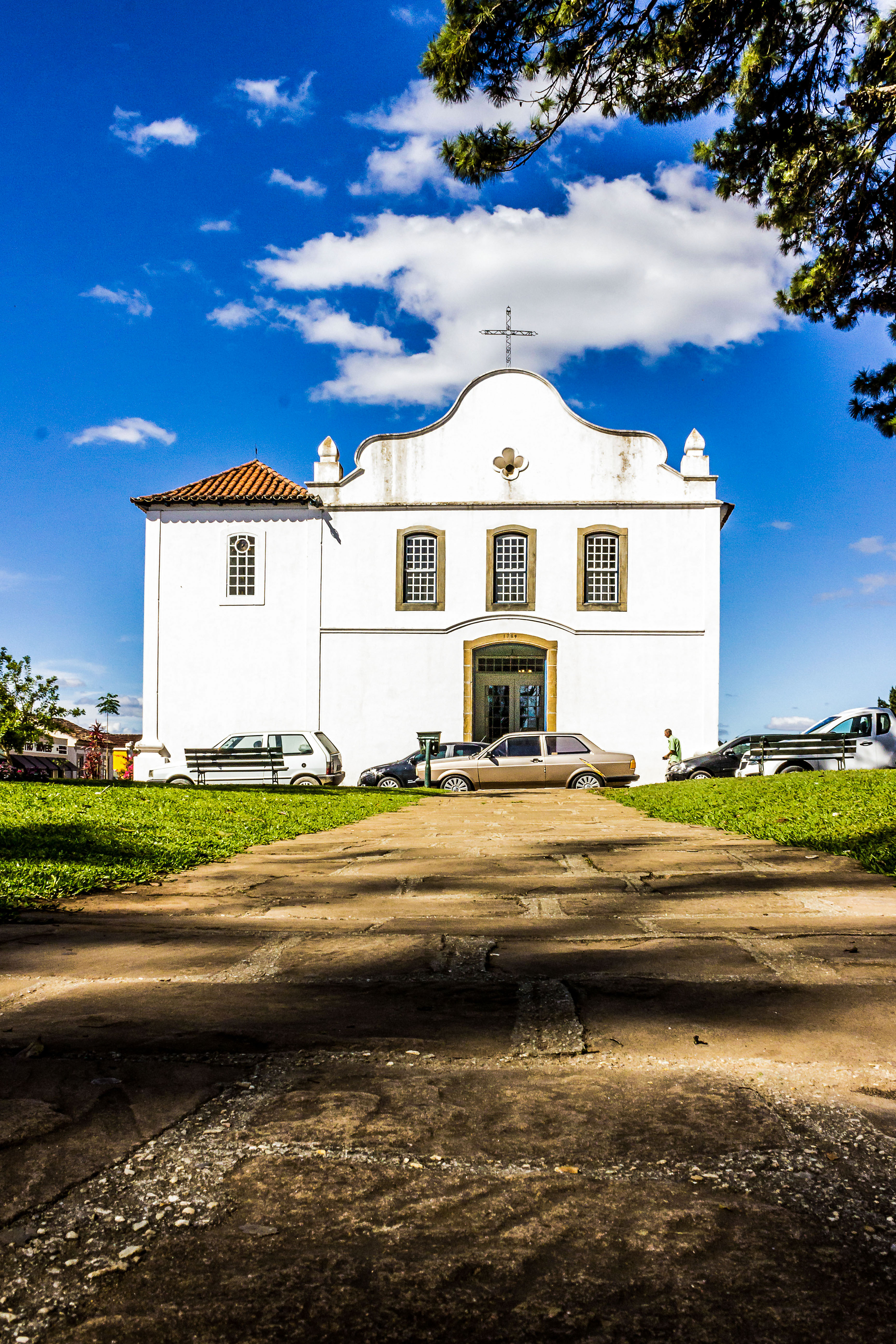
Mutterkirche Santo Antônio in Lapa

Lapa beherbergt den ersten architektonischen Komplex in Paraná, der vom Instituto do Patrimônio Histórico e Artístico Nacional (IPHAN) unter Denkmalschutz gestellt wurde. Er verfügt über folgende Einzelobjekte:
- die Mutterkirche Santo Antônio,

- die Casa de Câmara e Cadeia: Lapa hat den einzigen Stadtrat in Paraná, der noch in seinem ursprünglichen Gebäude arbeitet,
- das Theater São João als eines von zwei Theatern im neoklassischen Stil mit elisabethanischem Einfluss und das drittälteste in Brasilien.
- das Haus, in dem Oberst Gomes Carneiro starb,
- die Casa Lacerda,
- die Casa Vermelha und
- die Casa da Memória.

Das denkmalgeschützte Gebiet umfasst 14 Blöcke mit 235 Parzellen sehr unterschiedlicher Form und Größe, insgesamt 23,41 Hektar.
Das Heldenpantheon der Gefallenen der Belagerung von Lapa ist das einzige in Brasilien, in dem tatsächlich die sterblichen Überreste von Helden ruhen.
Lapa ist auch eine der wenigen Gemeinden, in denen die Carta de Sesmaria (der Lehensbrief, ein von den Behörden des Königreichs Portugal ausgestelltes Dokument zur Vergabe von Land) erhalten ist.

## Wirtschaft
Landwirtschaft und Viehzucht bilden die wirtschaftliche Grundlage von Lapa. In der Viehzucht steht Geflügel im Vordergrund. Verarbeitet wird es von hier ansässigen Betrieben, deren Produkte in ganz Brasilien vertrieben und in mehrere Länder exportiert werden. Außerdem gibt es große Rinder-, Schweine-, Schaf- und Ziegenherden.
In der Landwirtschaft sind Sojabohnen, Mais, Bohnen und Zwiebeln vorherrschend. Mehrere Erzeuger widmen sich dem Obstanbau, so dass die Gemeinde der größte Steinobsterzeuger von Paraná ist.
Die Diversifizierung der Produktion wird durch die Einbeziehung von Gemüse und die Ausweitung des ökologischen Landbaus intensiviert. Die Herstellung von Milchprodukten, Marmeladen, Gelees und Backwaren trägt zu einem bedeutenden Einkommen der Familien bei. Es gibt 2450 landwirtschaftliche Familienbetriebe, 640 Gutsbetriebe, 300 Quilombolas, 4000 Landarbeiter. Der Sektor ist geprägt von großen Genossenschaften und Familienbetrieben.
Die Gemeinde ist reich an Ton, der seit vielen Jahren zur Herstellung von Ziegeln und Fliesen verwendet wird. Der erste bei hohen Temperaturen gebrannte Siliziumdioxid-Feuerfeststein Brasiliens wurde in Lapa von der ältesten Fabrik der Stadt hergestellt, die 1930 gegründet wurde.
Lapa verfügt auch über metallverarbeitende Unternehmen, die mittelgroße und große Anlagen für den brasilianischen Markt und verschiedene andere Länder liefern.

## Söhne und Töchter der Gemeinde
- Albano Bortoletto Cavallin (1930–2017), römisch-katholischer Erzbischof